# Shebitku
Shebitku fou faraó d'Egipte (702-790 aC). Fou fill o bé de Shabaka (segon faraó de la dinastia XXV) o bé de Piankhi (conqueridor d'Egipte). Va canviar la política de conciliació amb Assíria del seu antecessor i va optar per l'enfrontament. Una estela a Kawa (a Núbia) parla de la crida que va fer als seus germans, inclòs Taharqa, perquè acudissin a Tebes des Núbia, per combatre l'enemic. Una altra estela diu que va enviar un exèrcit a Palestina quan Jerusalem era assetjada pels assiris, sota el comandament del seu germà Taharqa. Va morir el 790 aC i fou enterrat a Al-Kurru prop de Napata. El va succeir el seu germà Taharqa
| Predecessor: Shabaka | Faraó Dinastia XXV | Successor: Taharqa |